# Erwartungshorizont (Literatur)
Der literaturwissenschaftliche Begriff des Erwartungshorizontes bezeichnet einen Komplex von Erwartungen und Annahmen über ein (literarisches) Werk in seiner (Entstehungs-)Zeit.
Als literaturwissenschaftlicher Terminus bezieht sich der Erwartungshorizont als literaturhistorisches Konstrukt dabei in der Regel eher auf eine fiktive Größe als auf eine Menge von Tatsachen. Auf deren Basis wird der Erwartungshorizont jedoch möglichst rekonstruiert, normalerweise unter Zuhilfenahme von Typisierungen, Verallgemeinerungen und Abstraktionen. Dementsprechend umfasst der Erwartungshorizont alles, was an zeitgenössischen Erwartungen bei Erscheinen eines literarischen Werks oder Textes (bzw. auch eines anderen Kunstwerks) über ihn begründetermaßen angenommen werden kann. Der Erwartungshorizont formuliert demgemäß die Rahmenbedingungen der jeweiligen zeitgeschichtlichen Rezeption eines literarischen Textes oder Kunstwerks, die ihrerseits vom Autor des Werks bereits mitbedacht worden sein können.
Als zentraler Begriff in der Erforschung des Leseakts in der Rezeptionsästhetik wurde der Erwartungshorizont als literaturwissenschaftlicher Terminus von Hans Robert Jauß zusammen mit Wolfgang Iser entwickelt. In seiner frühen richtungsweisenden Antrittsvorlesung Literaturgeschichte als Provokation der Literaturwissenschaft benennt Jauß drei verschiedene Möglichkeiten, wie der Autor die Reaktion des Lesers antizipieren kann: erstens durch bekannte Normen oder die immanente Poetik der Gattung, zweitens aus impliziten Beziehungen zu bekannten Werken der literaturhistorischen Umgebung und drittens aus dem Gegensatz von Fiktion und Wirklichkeit. Der dritte Faktor schließt dabei ein, dass der Leser ein neues Werk sowohl im engeren Horizont seiner literarischen Erwartung als auch im weiteren Horizont seiner Lebenserfahrung wahrnehmen kann. Jauß hebt jedoch mit dem Begriff des Erwartungshorizontes vor allem die Bedeutung des kulturellen Wissens hervor, die der Rezipient an den Text herantrage, das heißt, dass Jauß und Iser zufolge der Leser den Text auf sein eigenes ideologisches und ästhetisches Wissen bezieht.
Da der Text jedoch in und für seine Epoche produziert wurde, könnte für sein Verständnis logischerweise eigentlich nur das Wissen seiner Epoche relevant sein. Dieses Postulat des rezeptionsästhetischen Ansatzes wurde jedoch auch von Jauß und Iser in der Interpretationspraxis nie eingelöst.
Je nach Bekanntheitsgrad des Textes verbinden sich die oben genannten Faktoren zu einer komplexen Tradition, mit der der Leser bei der Lektüre des Textes konfrontiert wird. An bekannte Texte werden dementsprechend in höherem Maße spezifische Erwartungen gestellt als an Texte, die in keiner derartigen Tradition stehen.
Im weiteren Sinne gehören zum Erwartungshorizont Faktoren aus unterschiedlichen Bereichen, die neben literarischem bzw. kunstbezogenem Wissen auch solches über die zeitgenössische Lebenswirklichkeit, Kultur und Gesellschaft umfassen.
Zum literarischen Erwartungshorizont gehört neben dem Wissen über die Gattung des Werks, die Tradition, in der es steht, über den Autor, seine Gruppe und andere Werke von ihm auch das Wissen über die ästhetische oder literaturtheoretische Ausrichtung des jeweiligen Autors.
Im Hinblick auf die zeitgenössische Lebenswirklichkeit und Kultur spielen neben allgemeinen Einsichten auch Erkenntnisse über das besondere Problem- oder Vorliebenpotential der Entstehungszeit des Werks, über zeitgenössische gesellschaftliche, wissenschaftliche oder politische Realitäten bzw. die aus diesen Vorannahmen resultierenden Erwartungen eine Rolle.
Der Erwartungshorizont kann, sofern er zuverlässig rekonstruiert werden kann, bei der Interpretation eines literarischen Textes eine entscheidende Bedeutung erlangen und steht daher vor allem in der literaturwissenschaftlichen Hermeneutik im Zentrum des wissenschaftlichen Interesses.
In dieser literaturwissenschaftlichen Richtung stellt der Erwartungshorizont das Pendant zum grundlegenden Problem aller Verstehensanstrengungen dar, da der Erwartungshorizont der heutigen Leserschaft eines literarischen Textes (das heißt auch der des jeweiligen Interpreten) nicht mit dem zeitgenössischen Erwartungshorizont identifiziert werden kann, also auch in dieser Hinsicht eine Variante des hermeneutischen Zirkels bildet.
Andererseits lassen sich jedoch auf Basis des Erwartungshorizontes neue Verstehensmodelle formulieren: So kann beispielsweise die Kumulation aller historischen Verstehensprozesse zur Interpretation der eigentlichen Bedeutung eines literarischen Werkes herangezogen werden. Ebenso kann im Interpretationsprozess der Versuch unternommen werden, ein auf der Grundlage einer sogenannten „Horizontverschmelzung“ entstandenes Werkverständnis, das den subjektiven Horizont des Interpreten bewusst mit einbezieht, als neue bzw. sogar einzig mögliche Verstehensweise zu etablieren.